# LFクールKのフライデーウルトラカウントダウン
LFクールKのフライデーウルトラカウントダウン（エルエフクールケーのフライデーウルトラカウントダウン）は、ニッポン放送で1998年4月 - 1999年3月26日（毎週金曜22:00 - 24:50）に放送されていたラジオ番組。パーソナリティはLFクールKこと、ニッポン放送アナウンサーの垣花正。
本編の大半は関東ローカル放送だが、24:30からは「マル金カウントダウン」として全国ネット放送になり、ここでベスト3が発表される（ただし、東海ラジオでは自社制作番組を放送することになった関係で1998年6月にネット打ち切り）。
その後、1999年4月から10月まで『@llnightnippon.com』で土曜日に生放送された(『クールKのウルトラカウントダウン』)。

## 箱番組
1998年9月までこの番組内で放送されていた。
- 22:45 - 23:00 / kom sat radio（小室哲哉）
- 24:05 - 24:25 / ジャニーズJr.DOKIDOKIアフタースクール（ジャニーズJr.）